# Love Conquers All
Love Conquers All är en singel av Deep Purple, hämtad från albumet Slaves and Masters och utgiven 1990 av RCA Records. Låten är skriven av Ritchie Blackmore, Joe Lynn Turner och Roger Glover. Singeln innehåller tre spår: "Love Conquers All" (3:23), "Truth Hurts" (5:14) och "Slow Down Sister" (5:55).  
Låten spelades in under tidigt till mitten av 1990 i Greg Rike Productions i Orlando, Florida, med ytterligare inspelningar vid Sountec Studios Inc. och Powerstation i New York. Produktionen leddes av Roger Glover.  
Musikvideon till "Love Conquers All" regisserades av James Foley och innehåller scener med en stråkorkester ledd av Jesse Levy. Videon inleds med bilder av kvinnor som spelar stråkinstrument, samtidigt som en kvinna söker efter en man som inte är där. Bandet uppträder parallellt med dessa scener och framhäver låtens emotionella tema. Singeln visar på en mer melodiös och känslomässig sida av Deep Purple, vilket var ett framträdande drag under Slaves and Masters-eran.

## Banduppsättning
- Ritchie Blackmore – gitarr
- Joe Lynn Turner – sång
- Roger Glover – bas
- Jon Lord – keyboard
- Ian Paice – trummor